# A. J. Humbert
Albert Jenkins Humbert (1822-1887), que assinava seus trabalhos como A. J. Humbert, foi um arquiteto britânico. Era o arquiteto predileto do príncipe Alberto de Saxe-Coburgo-Gota, o marido da rainha Vitória do Reino Unido.
Em seu país de origem, ele realizou alterações em várias propriedades reais, tais como Sandringham House, Frogmore House e o Castelo de Windsor. Também trabalhou na Igreja de Whippingham.
Em Portugal, Humbert foi responsável pelo projeto arquitetônico do Hospital de Dona Estefânia.